# Secretaría de Estado de Derechos Sociales
La Secretaría de Estado de Derechos Sociales (SEDS) de España es el órgano superior del Ministerio de Derechos Sociales, Consumo y Agenda 2030 que ejerce sus funciones en materia de derechos sociales y bienestar social, de cohesión social y atención a las personas dependientes o con discapacidad, de familia y diversidad familiar, y de protección de los derechos y del bienestar de los animales.

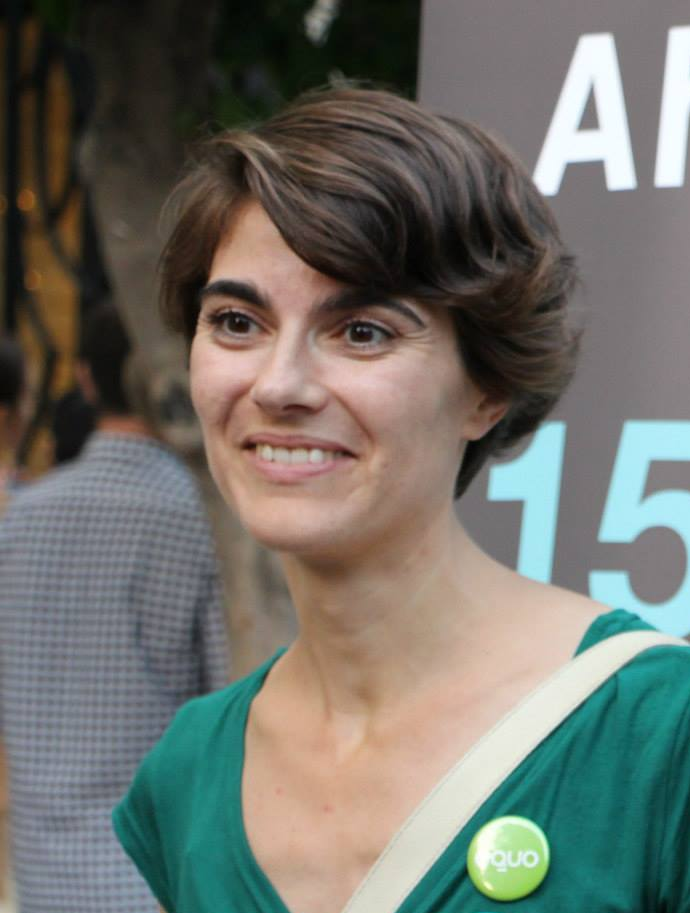
Rosa Martínez, actual secretaria de Estado.

## Historia
La SEDES fue creada en la primera legislatura de José Luis Rodríguez Zapatero, dentro del Ministerio de Trabajo y Asuntos Sociales, asumiendo las funciones de la antigua Secretaría General de Asuntos Sociales pero con categoría de Secretaría de Estado para potenciar la ayuda a las personas dependientes, lo que Zapatero bautizó como el «cuarto pilar del Estado de bienestar» Originalmente se componía de tres direcciones generales: de Servicios Sociales y Dependencia; de las Familias y la Infancia; y de Coordinación de Políticas Sectoriales sobre la Discapacidad.
A partir de 2008 la secretaría de Estado cambió su denominación al integrarse en el Ministerio de Educación, Política Social y Deporte estructurándose a través de las direcciones generales de «Política Social», de las «Familias y la Infancia» y de «Coordinación de Políticas Sectoriales sobre la Discapacidad».
La reforma de 2009 otorgó estas funciones al Ministerio de Sanidad y Política Social, recayendo en la Secretaría General de Política Social y Consumo. No será hasta finales de 2011 que se recupere la Secretaría de Estado, pero con competencias ampliadas pues asumía también las competencias en igualdad que tenía la Secretaría de Estado de Igualdad y las competencias sobre el Plan Nacional sobre Drogas. En 2015 se suprimió la Dirección General para la Igualdad de Oportunidades de la Secretaría de Estado, asumiendo sus funciones el Instituto de la Mujer.
En 2018, al transferirse las competencias en materia de igualdad al Ministerio de la Presidencia, éste recuperó la Secretaría de Estado de Igualdad y la SESS se mantuvo con sus competencias originales más las del Plan Nacional sobre Drogas.
En 2020, el nuevo ministro de Derechos Sociales y Agenda 2030, Pablo Iglesias Turrión, renombró el órgano como Secretaría de Estado de Derechos Sociales, nombrando como titular a Nacho Álvarez. En esta nueva etapa, la Dirección General de Servicios para las Familias y la Infancia fue suprimida, dividiéndose sus funciones entre dos nuevas direcciones generales: de Derechos de la Infancia y de la Adolescencia, y de Diversidad Familiar y Servicios Sociales. Asimismo, perdió las competencias sobre el Plan Nacional sobre Drogas, que se mantuvieron en el Ministerio de Sanidad.
Tras la formación del tercer gobierno de Pedro Sánchez en 2023, este suprimió la Secretaría de Estado para la Agenda 2030, integrando sus funciones en esta Secretaría de Estado. Esto apenas duró unas semanas, puesto que las funciones relacionadas con la Agenda 2030 pasaron a depender directamente del ministro y la Secretaría de Estado asumió la política de protección animal.

## Funciones
De acuerdo al artículo 209/2024, de 27 de febrero, son funciones concreta de la Secretaría de Estado:
- La articulación de la participación de la Administración General del Estado en el Sistema para la Autonomía y Atención a la Dependencia, en los términos previstos en la Ley de Promoción de la Autonomía Personal y Atención a las personas en situación de dependencia de 2006.
- La promoción y desarrollo de las políticas dirigidas a las personas con discapacidad, en el ámbito de las competencias constitucionalmente reservadas al Estado.
- El ejercicio de la tutela del Estado sobre las entidades asistenciales ajenas a la administración pública, sin perjuicio de las funciones atribuidas al Protectorado de las fundaciones de competencia estatal.
- La promoción de los servicios sociales y el fomento de la cooperación con las organizaciones no gubernamentales e impulso del voluntariado social, en el ámbito de las competencias constitucionalmente reservadas al Estado.
- La protección y promoción de las familias y su diversidad, así como la prevención de las situaciones de necesidad en las que estos colectivos pudieran incurrir, en el ámbito de las competencias constitucionalmente reservadas al Estado y sin perjuicio de las competencias atribuidas a otros órganos
- La formulación de las políticas del Departamento en materia de protección de los derechos de los animales, sin perjuicio de las competencias atribuidas a otros órganos, y la cooperación con las comunidades autónomas, Ciudades de Ceuta y Melilla, entidades locales y con agentes sociales y la sociedad civil para que se reconozcan y se respeten los derechos de los animales y su protección.

## Estructura
Pertenecen a la Secretaría de Estado los siguientes órganos directivos:
- La Dirección General de Derechos de las Personas con Discapacidad.
- La Dirección General de Diversidad Familiar y Servicios Sociales.
- La Dirección General de Derechos de los Animales.
- El Gabinete, como el órgano de apoyo y asistencia inmediata al Secretario de Estado.

### Organismos adscritos
- El Instituto de Mayores y Servicios Sociales (IMSERSO).
- El Consejo de Desarrollo Sostenible.

## Presupuesto
La Secretaría de Estado de Derechos Sociales tiene un presupuesto asignado de 455 799 680 € para el año 2023. Destacar que, en la siguiente tabla no se incluye el IMSERSO, que tiene diferentes vías de financiación y cuyo presupuesto (computado con el de la Seguridad Social) para 2023 es de 6.758 millones.
De acuerdo con los Presupuestos Generales del Estado para 2023, la SEDS participa en tres programas:
| N.º Programa                                                      | Programa | Dotación      | Ref.   |
| ----------------------------------------------------------------- | --- | ------------- | ------ |
| 231F                                                              | Otros servicios sociales del Estado                                                                                  | 3 100 00 €    | [ 15 ] |
| 231F                                                              | a través de la Dirección General de Diversidad Familiar y Servicios Sociales                                         | 338 718 670 € | [ 15 ] |
| 231F                                                              | a través del Dirección General de Políticas de Discapacidad                                                          | 7 769 010 €   | [ 15 ] |
| 231F                                                              | a través del Real Patronato sobre Discapacidad                                                                       | 10 078 120 €  | [ 15 ] |
| 231G                                                              | Promoción y servicios a la juventud a través de la Dirección General de Derechos de la Infancia y de la Adolescencia | 39 545 890 €  | [ 16 ] |
| 231G                                                              | a través de la Dirección General de Diversidad Familiar y Servicios Sociales                                         | 4 446 550 €   | [ 16 ] |
| 232A                                                              | Atención a la infancia y a las familias a través de la Instituto de la Juventud                                      | 54 931 440 €  | [ 17 ] |
| Total presupuesto de la Secretaría de Estado de Derechos Sociales | Total presupuesto de la Secretaría de Estado de Derechos Sociales                                                    | 455 799 680 € |        |

## Titulares
- Amparo Valcarce García (20 de abril de 2004-28 de abril de 2009)
- Juan Manuel Moreno (31 de diciembre de 2011-8 de marzo de 2014)
- Susana Camarero Benítez (8 de marzo de 2014-19 de noviembre de 2016)
- Mario Garcés Sanagustín (19 de noviembre de 2016-9 de junio de 2018)
- María Pilar Díaz López (9 de junio de 2018-6 de octubre de 2018)
- Ana Isabel Lima Fernández (6 de octubre de 2018-15 de junio de 2020)
- Nacho Álvarez Peralta (15 de junio de 2020-29 de noviembre de 2023)[18]
- María Rosa Martínez Rodríguez (29 de noviembre de 2023-presente)[19]

El titular de la Secretaría de Estado de Derechos Sociales desempeña las funciones de Secretario General del organismo autónomo Real Patronato sobre Discapacidad.